# Jason Clarke
Jason Clarke (sinh ngày 17 tháng 7 năm 1969) là một nam diễn viên phim điện ảnh và phim truyền hình người Úc.Anh được biết đến qua vai diễn Tommy Caffee trong bộ phim Brotherhood.và cũng xuất hiện trong nhiều bộ phim khác,chủ yếu là những vai phản diện.Các vai diễn trong phim của anh bao gồm Zero Dark Thirty (2012), White House Down (2013), Dawn of the Planet of the Apes (2014), Terminator Genisys (2015), Everest (2015), Mudbound (2017), Chappaquiddick (2017), trong đó anh đóng vai Ted Kennedy, First Man (2018), trong đó anh đóng vai phi hành gia Ed White, và Pet Sematary (2019).

## Đầu đời
Jason Clarke sinh ra và lớn lên ở Winton, Queensland. Cha anh làm nghề xén lông cừu ở vùng nông thôn Nam Úc bên ngoài một thị trấn nhỏ Padthaway trên Bờ biển Limestone. Gia đình anh chuyển đến Nam Úc một thời gian ngắn trước khi quay lại Bắc Queensland, nơi Clarke hoàn thành chương trình trung học tại trường Cao đẳng Ignatius Park. Clarke bắt đầu học luật vào năm 1987, tuy nhiên trước khi hoàn thành việc học của mình, thay vào đó, anh đã chọn theo đuổi sự nghiệp diễn xuất, ghi danh vào Sydney Actor's Studio.

## Phim đã đóng
| Năm  | Phim                            | Vai diễn             | Ghi chú         |
| ---- | ------------------------------- | -------------------- | --------------- |
| 1997 | Dilemma                         | Guy                  |                 |
| 1998 | Twilight                        | Young cop            |                 |
| 1998 | Praise                          | Frank                |                 |
| 1999 | Schmooze                        | Band                 | Short film      |
| 1999 | Kick                            | Nicholas Ratcliff    |                 |
| 2000 | Our Lips Are Sealed             | Mac                  |                 |
| 2000 | Risk                            | Chris                |                 |
| 2000 | Better Than Sex                 | Guy C                |                 |
| 2002 | Free                            |                      | Short film      |
| 2002 | Rabbit-Proof Fence              | Constable Riggs      |                 |
| 2003 | You Can't Stop the Murders      | Slade                |                 |
| 2004 | Get Rich Quick                  | Fenris               |                 |
| 2008 | Hole in the Paper Sky           | Howard Ferp          | Short film      |
| 2008 | Under Still Waters              | Andrew               |                 |
| 2008 | Death Race                      | T. Ulrich            |                 |
| 2008 | The Human Contract              | Julian Wright        |                 |
| 2009 | Public Enemies                  | John "Red" Hamilton  |                 |
| 2010 | Wall Street: Money Never Sleeps | New York Fed Chief   |                 |
| 2010 | Trust                           | Doug Tate            |                 |
| 2011 | Yelling to the Sky              | Gordon O'Hara        |                 |
| 2011 | Swerve                          | Frank                |                 |
| 2011 | Texas Killing Fields            | Rule                 |                 |
| 2012 | Lawless                         | Howard Bondurant     |                 |
| 2012 | Zero Dark Thirty                | Daniel Stanton       |                 |
| 2013 | The Great Gatsby                | George Wilson        |                 |
| 2013 | White House Down                | Emil Stenz           |                 |
| 2014 | The Better Angels               | Thomas Lincoln       |                 |
| 2014 | Dawn of the Planet of the Apes  | Malcolm              |                 |
| 2015 | Knight of Cups                  | Johnny               |                 |
| 2015 | Child 44                        | Anatoly Brodsky      |                 |
| 2015 | Terminator Genisys              | John Connor / T-3000 |                 |
| 2015 | Everest                         | Rob Hall             |                 |
| 2016 | All I See Is You                | James                |                 |
| 2017 | Mudbound                        | Henry McAllan        |                 |
| 2017 | The Man with the Iron Heart     | Reinhard Heydrich    |                 |
| 2017 | Chappaquiddick                  | Ted Kennedy          |                 |
| 2018 | Winchester                      | Eric Price           |                 |
| 2018 | First Man                       | Ed White             |                 |
| 2019 | Serenity                        | Frank Zariakas       |                 |
| 2019 | The Aftermath                   | Lewis Morgan         |                 |
| 2019 | Pet Sematary                    | Louis Creed          |                 |
| 2020 | The Devil All the Time          | Carl Henderson       | Post-production |
| TBA  | Silk Road                       | "Jurassic Narc"      | Post-production |
| 2023 | Oppenheimer                     | Roger Robb           |                 |

## Giải thưởng và đề cử
| Năm  | Giải thưởng                                     | Đề cử                                                                | Hạng mục được đề cử | Kết quả |
| ---- | ----------------------------------------------- | -------------------------------------------------------------------- | ------------------- | ------- |
| 2012 | Hiệp hội phê bình phim Chicago                  | Nam diễn viên phụ xuất sắc nhất                                      | Zero Dark Thirty    |         |
| 2012 | Cuộc thăm dò ý kiến về phim lồng tiếng của làng | Nam diễn viên phụ xuất sắc nhất                                      | Zero Dark Thirty    |         |
| 2017 | Giải thưởng Gotham                              | Hiệu suất tập hợp                                                    | [ 10 ]              |         |
| 2018 | Giải thưởng Tinh thần Độc lập                   | Giải thưởng Robert Altman (Hòa tấu xuất sắc nhất)                    | [ 11 ]              |         |
| 2018 | Giải thưởng của Hiệp hội Diễn viên Màn ảnh      | Hiệu suất vượt trội của một diễn viên trong một hình ảnh chuyển động | [ 12 ]              |         |